# Adolf Lundin
Adolf Henrik Lundin, född 19 december 1932 i Stockholm, död 30 september 2006 i Genève, var en svensk företagsledare och entreprenör inom olje- och gasindustrin.
Adolf Lundin var hedersordförande i Lundin Petroleum, ordförande i Vostok Nafta och styrelsemedlem i North Atlantic Natural Resources, Atacama Minerals, Champion Resources, South Atlantic Ventures, Tenke Mining och Valkyries Petroleum.

## Biografi

### Familj
Lundin var son till kemisten Harry Lundin och bror till chefen för KSI, Bertil Lundin. Hans mor Maria Lundin, född von Wagner, föddes i en tyskspråkig familj i Odessa, och hans morbror Willy von Wagner stupade 1943 för Tysklands räkning under ockupationen av Norge. Han var gift med Eva Lundin, född Wehtje, som tillhörde den familj som kontrollerade Skånska Cement; hennes syster var gift med Marc Wallenberg. Lundin var far till Ian H. Lundin och Lukas H. Lundin.

### Utbildning
Lundin tog 1956 examen vid Kungliga Tekniska högskolan.

### De tidiga åren
I slutet av 1950 letade han förgäves olja i Colombia åt Shell. Genom sin svärfar Walter Wehtje fick han i början av 1960-talet jobb på Ax:son Johnson-ägda Nynäs Petroleum. I början av 1970-talet startade Lundin tillsammans med en grupp vänner råvarufonden Austro. När nickelbubblan briserade förlorade investerarna sina pengar. Familjen Lundin tvingades sälja sitt hus i Genève och flytta ut på landet. Lundin hade skaffat sig en andel i en koncession i Qatar i Persiska viken, vilket visade sig vara ett av världens största gasfält. Koncessionen bedrev verksamheten i bolaget Gulfstream Resources och Lundin kunde sälja sina aktier med stor vinst.

### Lundin Oil och Lundin Petroleum
Lundin grundade 1981 International Petroleum, senare International Petroleum Corporation (IPC). 1995 blev Adolf Lundin störste aktieägare i Sands Petroleum AB. Bolagen gick ihop 1997 och bildade Lundin Oil AB. Bolaget köptes av kanadensiska Talisman Energy 2001 i en affär som värderades till 470 miljoner USA-dollar.
Lundin Petroleum bildades 2001. Bolagsledning och teknisk kompetens hämtades från det nyligen sålda Lundin Oil. Det nya bolaget hade prospekteringstillgångar i Sudan och Iran samt ett aktieinnehav i det ryska oljebolaget KMOC. I september 2001 börsnoteras Lundin Petroleum på Nya Marknaden i Sverige. Lundin Petroleum köpte 2002 Coparex International av BNP Paribas för 172,5 miljoner USA-dollar och erhöll därmed prospekterings- och produktionstillgångar i Frankrike, Nederländerna, Tunisien, Venezuela, Indonesien och Albanien. 2003 förvärvades 75 procent av OER Oil för 30 miljoner norska kronor och man tog därmed steget in på den norska marknaden. 
Vid sin död 2006 var Lundin hedersordförande i Lundin Petroleum och hans sfär värderades till runt 90 miljarder kronor.

### Kritik mot Lundins verksamhet
År 1984 uppmärksammade svenska medier att Lundin trots den pågående FN-bojkotten mot apartheidregimen i Sydafrika bröt guld i landet. "Jag förstår inte det svenska raseriet mot detta vackra land" löd Lundins kommentar. 1996 gick Lundin som huvudägare i företaget Tenke Mining in i det krigsdrabbade Kongo-Kinshasa. FN svartlistade företaget som de menade "plundrade landet på dess naturtillgångar" och anklagade Sveriges regering för att "vara medbrottsling om åtgärder inte vidtas". "Det finns så mycket olja och att landet fungerar och alla luktar fred", yttrade Lundin i samband med att han valt att inte sälja sitt företags sista kvarvarande oljekoncession i inbördeskrigets Sudan. Hans företag hade tidigare hårt kritiserats för att göra affärer med diktaturregimen i Khartoum som man menade förvärrade konflikten, bland annat genom att byar brändes ner och invånarna fördrevs för att bereda plats åt en väg.
Efter att ha gjort affärer med regimer som Iran, Libyen, Sudan och Sydafrika tillfrågades han om det finns någon regim han inte skulle samarbeta med. Svaret var tydligt: "Jag skulle inte drömma om att göra affärer med de sovjetiska kommunistpolitikerna. Jag tycker det var ett stort hyckleri när Sverige kritiserade den sydafrikanska regeringen, men valde att se genom fingrarna när det gällde de övergrepp som skedde i Sovjetunionen. Det var något som gjorde mig både arg och besviken."
Adolf H Lundin såg en fördel gentemot konkurrerande amerikanska storbolag i att man inte behövde rätta sig efter lagar, förordningar och att svenska NGO:er har relativt sett mindre makt. 

### Utmärkelser
Lundin blev 1998 utnämnd till Årets svensk i världen av Svenskar i världen (SVIV) och Dagens Industri.